# Sperie Karas
Speros 'Sperie' Karas (Verenigde Staten, 25 juni 1930) is een Amerikaanse jazzdrummer.

## Biografie
Karas studeerde aan Juilliard School of Music en werkte daarna in jazzclubs in New York. Hij was lid van het Sauter-Finegan Orchestra en kwam in 1957 met Eddie Sauter naar Duitsland, waar hij speelde in het door Sauter geleide dansorkest van de omroep SWF. Hij werkte in RIAS Tanzorchester onder leiding van Werner Müller en, later, de WDR Big Band Köln. Met Dave Hildinger nam hij op met het Karas-Hildinger Orchestra. Hij is ook te horen op albums van het Finnegan-Sauter Orchestra, Hans Koller en Stan Getz. Op regionaal niveau werkte hij bij de Meisterswingers van Les Searle.
Karas was docent aan de Folkwang Hochschule en, vanaf 1982, docent bij het 'Ausbildungsmusikkorps der Bundeswehr'. In 1988 verscheen van zijn hand het instructieboek Jazz Drumming in Big Bands and Combos (Schott) en later ook Bass Drum Groove Control for Drumset.